# Харухаин-Балгас
Харухаин-Балгас — древний уйгурский город, основанный около 950 года на севере Монголии, в нынешнем Селенгинском аймаке. Разрушен в XIII столетии при нашествии монголов.

## История
Квадратный по своей форме город был построен на берегу реки Харух и обнесён выложенной из глины-сырца крепостной стеной, каждая из сторон которой достигала полукилометра. Каждая из стен имела ворота. За пределами стены располагались пригороды, сады и пашни. После разрушения монголами городище около 300 лет пустовало. Затем, в XVI столетии, внутри стен у западных ворот выходцами из Тибета был построен каменный буддистский монастырь, здания которого сохранились до нашего времени.
Впервые Харухаин-балгас был обнаружен и обследован в 1891 году россиянином Д. А. Клеменцем, однако систематические научные исследования остатков города, крепости и монастыря были осуществлены лишь в 1949 году совместной советско-монгольской экспедицией, возглавляемой С. В. Киселёвым. Результаты раскопок в Харухаин-балгасе, уйгурской столице Хар балгасе, Каракоруме и других были обобщены учёным в фундаментальном труде «Древнемонгольские города».